# Sonnet 128

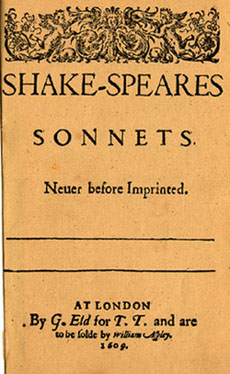
Sonnetten van Shakespeare, 1609

Sonnet 128 maakt deel uit van de sonnetten van Shakespeare die voor de eerste keer in 1609 werden gepubliceerd. Het is het tweede uit de reeks sonnetten (127 tot 152) waarin de dichter een Dark Lady toespreekt. In tegenstelling tot de voorgaande Fair Youth-reeks, die de liefde voor een schone jongeling tot onderwerp heeft, is deze reeks aardser, expliciet seksueler van toon. 
In dit sonnet maakt Shakespeare gebruik van een poëtische traditie waarin de dichter wenst iets te zijn dat de geliefde aantrekt zoals handschoenen, of aanraakt en bespeelt zoals - in dit geval - een spinet of virginaal waarvan ze de toetsen met haar vingers beroert. Het gedicht zit vol erotisch innuendo en dubbelzinnigheden.

## Shakespeares tekst
| Sonnet 128 How oft when thou, my music, music play’st Upon that blessèd wood whose motion sounds With thy sweet fingers when thou gently sway’st The wiry concord that mine ear confounds, Do I envy those jacks that nimble leap, To kiss the tender inward of thy hand Whilst my poor lips, which should that harvest reap, At the wood’s boldness by thee blushing stand! To be so tickled, they would change their state And situation with those dancing chips O’er whom thy fingers walk with gentle gait, Making dead wood more blessed than living lips. Since saucy jacks so happy are in this, Give them thy fingers, me thy lips to kiss. |

## Vertaling
Mijn liefdesmuziek, als jij muziek maakt,

Op die gezegende houten toetsen waaruit het geluid

Beheerst door jouw meesterlijk zoete vingers 

Mijn oren verrukt in snarenharmonie,

Wat benijd ik dan die toetsen voor hun lenige sprongen

Die de palmen van je handen kussen
 
Terwijl mijn arme lippen, die deze oogst zouden moeten binnenhalen,

Blozend om hun vrijpostigheid naast je staan!

Om net zo geprikkeld te worden willen ze ruilen

Met die dansende houtjes,

Die jij zo teder met je vingers beroert,

Daarbij het dode hout verheffend boven levende lippen.

Welnu, als die brutale toetsen dan zo gelukkig zijn,

Geef ze dan jouw vingers, en mij jouw lippen om te kussen.

## Analyse
Shakespeares sonnetten zijn voornamelijk geschreven in een metrum genaamd jambische pentameter, een rijmschema waarin elke sonnetregel bestaat uit tien lettergrepen. De lettergrepen zijn verdeeld in vijf paren, jamben genoemd, waarbij elk paar begint met een onbeklemtoonde lettergreep.

### Versregels 1, 2, 3 en 4
... my music, music play’st, is een gewilde herhaling, waarbij het eerst naar de geliefde verwijst die de dichter eigenlijk met haar lieflijkheden 'bespeelt', en de tweede keer naar de muziek die ze op het virginaal speelt. De dichter verwijst dan naar de gezegende toetsen waaraan ze betoverende muziek ontlokt. 

### Versregels 5 en 6
Het spinet en het virginaal zijn instrumenten waarvan de snaren getokkeld worden met een of ander plectrum zoals een ravenpen of een houtje. Shakespeare verwijst in de loop van het gedicht nog naar de mechaniek van het instrument: de 'jacks' lijkt hij in deze versregels echter als toetsen te beschouwen, want normaal gezien kunnen die de hand van zijn geliefde niet aanraken.

### Versregel 7 en 8
Whilst my poor lips...: de dichter wenste dat zijn lippen in de plaats waren van de toetsen die door de vingers van de vrouw worden aangeraakt. 

### Versregels 9 en 10
To be so tickled,...: De dichter gaat nog even door met het beeld uit de vorige versregels. Tickled is zowel gekieteld worden als geprikkeld worden en heeft dus ook een erotische connotatie. De dichter wil zijn plaats (naast haar terwijl zij speelt) en toestand (smachtend van begeerte) inruilen voor die van de benijde toetsen.

### Versregels 11 en 12
O’er whom thy fingers walk : haar vingers strelen het dode hout alsof ze die prefereren boven de levende lippen van de dichter.

### Versregels 13 en 14
Since saucy jacks...:De brutale toetsen kunnen hier worden begrepen als andere mannen die zich aan de geliefde opdringen en door hun vrijpostigheid haar hart willen winnen. Saucy jacks verwijst dan naar vulgaire seksuele rivalen en naar penissen. De dichter geeft deze jacks haar vingers, maar verlangt in de plaats daarvan haar lippen, wat begrepen kan worden als een bedekte toespeling op seksuele handelingen met de vingers tegenover een liefde die de dichter zuiverder voorkomt of waarmee hij genoegen moet nemen. In verband daarmee zien sommige interpretators het 'dode hout' als een verwijzing naar impotentie.